# رين (مترو باريس)
رين (بالفرنسية: Rennes)‏ هي محطة مترو تابعة لمترو باريس تقع في فرنسا في الدائرة السادسة في باريس.[بحاجة لمصدر]